# یواس‌اس پی‌سی-۱۱۸۱
یواس‌اس پی‌سی-۱۱۸۱ (به انگلیسی: USS PC-1181) یک زیردریایی بود که طول آن ۱۷۵ فوت (۵۳ متر) بود. این زیردریایی در سال ۱۹۴۳ ساخته شد.